# Jørn Lande
Jørn Marumsrud Lande, född 31 maj 1968 i Rjukan, Telemark fylke, är en norsk singer-songwriter som var sångare i det tyska power metal-bandet Masterplan. Han har även deltagit på Avantasias konceptalbum The Scarecrow och medverkar på Arjen Lucassens projekt Ayreons album 01011001.
Lande har även medverkat på album med bland annat Millenium, ARK, The Snakes och Vagabond.
Under år 2014 har han medverkat som sångare för Riot Games band Pentakill. Där sjunger han låtarna "Lightbringer" och "Thornmail".

## Diskografi (urval)

### Album med Jorn
Studioalbum
- Starfire (2000)
- Worldchanger (2001)
- Out to Every Nation (2004)
- The Duke (2006)
- Unlocking the Past (2007)
- Lonely Are the Brave (2008)
- Spirit Black (2009)
- Dio (2010)
- Bring Heavy Rock to the Land (2012)
- Symphonic (2013)
- Traveller (2013)
- Heavy Rock Radio (2016)
- Life On Death Road (2017)

Livealbum
- Live in America (2007)
- Live in Black (2011)

Samlingsalbum
- The Gathering (2007)
- Dukebox (2009)

### Album med Vagabond
Studioalbum
- Vagabond (1994)
- A Huge Fan of Life (1995)

### Album med The Snakes
Studioalbum
- Once Bitten... (1998)

Livealbum
- Live in Europe (1998)

### Album av Beyond Twilight
Studioalbum
- The Devil's Hall of Fame (2001)

### Album med Masterplan
Studioalbum
- Masterplan (2003)
- Aeronautics (2005)
- Time to Be King (2010)

### Album med Allen-Lande
Studioalbum
- The Battle (2005)
- The Revenge (2007)
- The Showdown (2010)
- The Great Divide (2014)

### Album med Pentakill
Studioalbum
- Smite and Ignite (2014)
- II: Grasp of the Undying (2017)
- III: Lost Chapter (2021)

## Musik-project
- 2014 – Pentakill, Smite and Ignite. (medverkat i två låtar)